# Hadza
Gli Hadza, o Hadzabe'e, sono un gruppo etnico della Tanzania che vive attorno al lago Eyasi. Sono prevalentemente cacciatori-raccoglitori, e la popolazione si aggira intorno alle mille unità.
Gli Hadza non hanno strette correlazioni con nessun'altra popolazione. Erano considerati un ramo africano orientale del popolo Khoisan, soprattutto per il fatto che la loro lingua ha i tipici schiocchi delle lingue Khoisan, ma recenti studi di ricerca genetica suggeriscono una vicinanza ai Pigmei. La loro lingua sembra sia isolata, senza collegamenti con altre.

## Caratteristiche

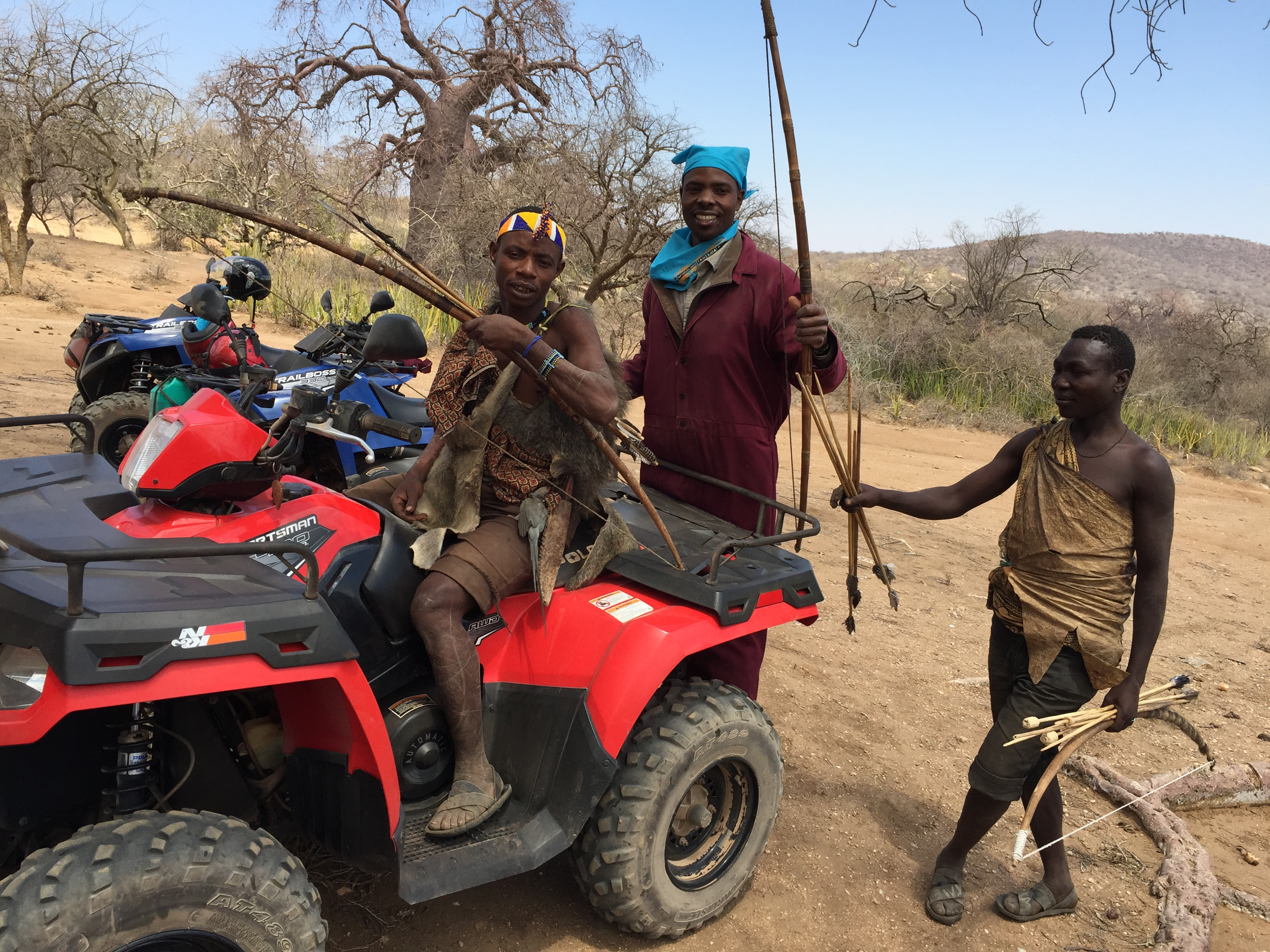
Modernità

Si dividono in gruppi di circa 30 individui; gli uomini sono prevalentemente cacciatori, mentre le donne sono raccoglitrici. Di indole pacifica, negli ultimi 50 anni il loro territorio si è ridotto drasticamente poiché molte zone sono state adibite a zona agricola. Pochi vanno alla scuola elementare, e ancora meno conoscono l'inglese o lo swahili. Utilizzano il baratto con le tribù vicine.
È uno dei popoli africani che usa cercare i favi di miele selvatico richiamando l'aiuto di un uccello non allevato, chiamato uccello indicatore, che li conduce ai favi approfittando successivamente del saccheggio.
Non hanno riti particolari, né un sistema codificato di credenze religiose. Non festeggiano anniversari o compleanni e non contano il passare del tempo, né in termini di ore, né di giorni, settimane o anni.
Gli Hadza non hanno l'uso dello xharo, cioè dello scambio di doni in seno alla collettività, ma evitano l'accumulo di beni grazie al gioco d'azzardo. Gli oggetti e i beni in più si puntano in un gioco d'azzardo. Se anche qualcuno momentaneamente dovesse mettere su una piccola fortuna, le leggi della probabilità dicono che facilmente la perderà. Andarsene con il patrimonio accumulato non servirebbe a nulla, perché gli altri seguirebbero il compagno fortunato nel nuovo accampamento e continuerebbero a giocare con lui.